# ديسكوغرافيا غيرلز جينيريشن
الفرقة الكورية الجنوبية غيرلز جينيريشن أصدرت ثمانية ألبومات إستيديو ألبومين حيين أربعة أسطوانات مطولة وثمانية وعشرين أغنية منفردة في نوفمبر 2012 باعت الفرقة أكثر من 4.4 مليون ألبوماً و30 مليون أغنية رقمية في مايو 2016 باعت الفرقة أكثر من 1.74 مليون ألبوم في كوريا الجنوبية وفي يناير 2017 باعت الفرقة 3.48 مليون تسجيل تتضمن 944,805 أغاني ملموسة و1,899,579 ألبوماً في اليابان.
أصدرت الفرقة عام 2007 ألبوم وأغنية «إلى العالم الجديد» التي حققت نجاحات كبيرة، وأعيدت تسمية الألبوم في 2008 فأصبح بعنوان «بايبي بايبي»، أصدرت الفرقة بعد ذلك أغاني فردية مثل «غيرلز جينيريشن» و«كيسينغ يو» و«بايبي بايبي» إلى حين إصدارهن الألبوم المصغر «جيي» و«أخبرني بأمنيتك» في 2009 التي جعلتهن يكتسبون شهرة واسعة.
أصدرن ثاني ألبوم إستيديو بعنوان «أوه!» وأعدن إصداره بعد ذلك بعنوان «رن ديفل رن»، بعد ستة أشهر أصدرن ثالث أسطوانة مطولة بعنوان «هوت» وجميع هذه الأغاني والألبومات تصدرن في المراكز الأولى في مخطط غاون للموسيقى.
في مطلع عام 2011 ترسمت الفرقة رسمياً في اليابان وأصدرن أول ألبوم إستديو ياباني بعنوان «غيرلز جينيريشن (2011)» وأصبح أكثر ألبوم ياباني مبيعاً من قبل فرقة كورية. وأصدرن أول أغنية منفردة يابانية بعنوان «مستر تكسي» بالإضافة إلى «رن ديفل رن» و«جيني» بالنسخة اليابانية، تصدرن جميعهن المركز الأول في مخطط يابان هوت 100.
في 2011 أصدرن ثالث ألبوم إستديو كوري بعنوان «ذا بويز» تصدر هذا الألبوم في المركز الأول في مخطط غاون للموسيقى. وفي عام 2012 أصدرن ثاني ألبوم ياباني بعنوان «غيرلز أند بيس» حصل هذا الألبوم على شهادة موسيقية وهي  الأسطوانة البلاتينية، الألبوم يحتوي على أغنية «فلاور باور» و«بباراتزي» و«أوه!» بالنسخة اليابانية.
في عام 2013 أصدرن سادس ألبوم إستديو ورابع ألبوم كوري بعنوان آي غوت أ بوي وأغنية دانسنغ كوين، التي تصدرت في المركز الثاني في مخططات بيلبورد كي-بوب هوت 100 وأغنية أي غوت أ بوي تصدرت في المركز الأول في مخطط كي-بوب هوت 100 وباعت مليون نسخة رقمية.
وأصدرن بعد ذلك سابع ألبوم إستيديو وثالث ألبوم ياباني بعنوان «لوف أند بيس» ويحتوي على أغنية غلاكسي سوبرنوفا و«لوف أند غيرلز».
في أبريل 2015 أصدرت الفرقة أغنية منفردة بعنوان إمسكني إن إستطعت باللغة الكورية واليابانية وكان هذا أول إصدار للفرقة بعد خروج العضوة جيسيكا جونغ.
وبعد ذلك في أغسطس 2015 أصدرت الفرقة خامس ألبوم إستديو كوري بعنوان ليون هارت ويحتوي على ثلاثة أغاني منفردة وهم «يوثينك» و«بارتي» و«ليون هارت»، وفي عام 2016 إصدرن أغنية منفردة بعنوان "(Sailing (0805" بمناسبة ذكرى ترسيمهن التاسعة وكانت من مشروع إس إم ستيشن.
في أغسطس 2017 أصدرت الفرقة سادس ألبوم إستديو كوري بعنوان هوليداي نايت وكان بمناسبة ذكرى ترسيمهن العاشرة وتصدر في المركز الثاني في مخطط غاون للموسيقى ويحتوي الألبوم على أغنيتين منفردة هما «هوليداي» و«آول نايت».

## الألبومات

### ألبومات الاستديو
| العنوان             | معلومات عن الألبوم | المركز في المخططات | المركز في المخططات | المركز في المخططات | المركز في المخططات | المركز في المخططات | المركز في المخططات | المركز في المخططات | المركز في المخططات | المبيعات                                                     | الشهادات               |
| العنوان             | معلومات عن الألبوم | كوريا              | اليابان            | فرنسا              | نيوزيلندا          | إسبانيا            | تايوان             | أميركا هيت.        | أميركا ورلد        | المبيعات                                                     | الشهادات               |
| الألبومات الكورية   | الألبومات الكورية | الألبومات الكورية  | الألبومات الكورية  | الألبومات الكورية  | الألبومات الكورية  | الألبومات الكورية  | الألبومات الكورية  | الألبومات الكورية  | الألبومات الكورية  | الألبومات الكورية                                            | الألبومات الكورية      |
| ------------------- | --- | ------------------ | ------------------ | ------------------ | ------------------ | ------------------ | ------------------ | ------------------ | ------------------ | ------------------------------------------------------------ | ---------------------- |
| غيرلز جينيريشن      | - تاريخ الإصدار: 1 نوفمبر، 2007 - إعادة إصدار (بايبي بايبي): 13 مارس، 2008 - الوكالة: إس إم إنترتينمنت - الصيغة: شريط سمعي، سي دي، تحميل رقمي | —                  | —                  | —                  | —                  | —                  | —                  | —                  | —                  | - في كوريا: 206,047                                          |                        |
| أوه!                | - تاريخ الإصدار: 28 يناير، 2010 - إعادة إصدار: (رن ديفل رن): 22 أغسطس، 2010 - الوكالة: إس ام إنترتينمنت - الصيغة: سي دي، تحميل رقمي           | 1                  | 54                 | —                  | —                  | —                  | 2                  | —                  | —                  | - في كوريا: 418,162 - في اليابان: 36,069                     |                        |
| ذا بويز             | - تاريخ الإصدار: 19 أكتوبر، 2011 - الوكالة: أس ام إنترتينمنت، إنترسكوب، بوليدور، مجموعة يونيفرسال الموسيقية - الصيغة: سي دي، تحميل رقمي       | 1                  | 2                  | 130                | —                  | 64                 | 3                  | 17                 | 2                  | - في كوريا: 465,351 - في اليابان: 107,762 - في أميركا: 1,000 |                        |
| آي غوت أ بوي        | - تاريخ الإصدار: 1 يناير، 2013 - الوكالة: إس ام إنترتينمنت - الصيغة: سي دي، تحميل رقمي                                                        | 1                  | 7                  | —                  | —                  | —                  | 3                  | 2                  | 1                  | - في كوريا: 310,757 - في اليابان: 53,563                     |                        |
| ليون هارت           | - تاريخ الإصدار: 19 أغسطس، 2015 - الوكالة: إس ام إنترتينمنت - الصيغة: سي دي، تحميل رقمي                                                       | 1                  | 11                 | —                  | —                  | —                  | 3                  | 7                  | 1                  | - في كوريا: 151,295 - في اليابان: 21,463 - في أميركا: 1,000  |                        |
| هوليداي نايت        | - تاريخ الإصدار: 7 أغسطس، 2017 - الوكالة: اس ام إنترتينمنت - الصيغة: سي دي، تحميل رقمي                                                        | 2                  | 16                 | —                  | 6                  | —                  | —                  | 5                  | 1                  | - في كوريا: 159,382 - في اليابان: 10,394                     |                        |
| الألبومات اليابانية | |                    |                    |                    |                    |                    |                    |                    |                    |                                                              |                        |
| غيرلز جينيريشن      | - تاريخ الإصدار: 1 يونيو، 2011 - إعادة إصدار: (ذا بويز): 28 ديسمبر، 2011 - الوكالة: نايوتاويف - الصيغة: سي دي، تحميل رقمي                     | —                  | 1                  | —                  | —                  | —                  | 1                  | —                  | —                  | - في اليابان: 901,097 - في كوريا: 11,937                     | - ريجي: مليون          |
| غيرلز أند بيس       | - تاريخ الإصدار: 28 نوفمبر، 2012 - الوكالة: نايوتاوايف، يونيفرسال ميوزك - الصيغة: سي دي، تحميل رقمي                                           | —                  | 3                  | —                  | —                  | —                  | 11                 | —                  | —                  | - في اليابان: 204,180 - في كوريا: 1,600                      | - الأسطوانة البلاتينية |
| لوف أند بيس         | - تاريخ الإصدار: 10 ديسمبر، 2013 - الوكالة: نايوتاويف، يونيفرسال ميوزك - الصيغة: سي دي، تحميل رقمي                                            | —                  | 1                  | —                  | —                  | —                  | —                  | —                  | —                  | - في اليابان: 170,898 - في كوريا: 1,700                      | - الأسطوانة الذهبية    |

### الألبومات الحية
| أنتو ذا نيو ورلد         | - تاريخ الإصدار: 30 ديسمبر، 2010 - الوكالة: إس إم إنترتينمنت - الصيغة: سي دي، تحميل رقمي | 1 | - في كوريا: 46,568                     |
| جولة غيرلز جينيريشن 2011 | - تاريخ الإصدار: 11 أبريل، 2013 - الوكالة: إس إم إنترتينمنت - الصيغة: سي دي، تحميل رقمي  | 1 | - في كوريا: 21,499 - في اليابان: 4,846 |

### الألبومات التجميعية
| العنوان                 | معلومات الألبوم | المركز في المخططات  | المركز في المخططات  | المبيعات              | الشهادات            |                     |
| العنوان                 | معلومات الألبوم | اليابان             | تايوان              | المبيعات              | الشهادات            |                     |
| الألبومات اليابانية     | الألبومات اليابانية | الألبومات اليابانية | الألبومات اليابانية | الألبومات اليابانية   | الألبومات اليابانية | الألبومات اليابانية |
| ----------------------- | --- | ------------------- | ------------------- | --------------------- | ------------------- | ------------------- |
| بيست سيكشن نون ستوب مكس | - تاريخ الإصدار: 20 مارس، 2013 (في اليابان) - الوكالة: نايوتاوايف - الصيغة: سي دي، تحميل رقمي                                                                                        | 6                   | —                   | - في اليابان: 24,583  |                     |                     |
| ذا بيست                 | - تاريخ الإصدار: 23 يوليو، 2014 (في اليابان) - إعادة إصدار (ذا بيست: الطبعة الجديدة): 10 أكتوبر، 2014 (في اليابان) - الوكالة: تسجيلات إس إم آي اليابانية - الصيغة: سي دي، تحميل رقمي | 1                   | 1                   | - في اليابان: 182,765 | - الأسطوانة الذهبية |                     |

### الأسطوانات المطولة
| العنوان               | معلومات الألبوم                                                                                     | المركز في المخططات | المركز في المخططات | المركز في المخططات | المركز في المخططات | المركز في المخططات | المبيعات                                                    | الشهادات            |
| العنوان               | معلومات الألبوم                                                                                     | كوريا              | اليابان            | تايوان             | أمريكا             | أمريكا ورلد        | المبيعات                                                    | الشهادات            |
| --------------------- | --------------------------------------------------------------------------------------------------- | ------------------ | ------------------ | ------------------ | ------------------ | ------------------ | ----------------------------------------------------------- | ------------------- |
| جي                    | - تاريخ الإصدار: 7 يناير، 2009. - الوكالة: أس إم إنترتينمنت - الصيغة: سي دي، تحميل رقمي             | —                  | —                  | —                  | —                  | —                  | - في كوريا: 100,000                                         |                     |
| أخبرني بأمنيتك (جيني) | - تاريخ الإصدار: 29 يونيو، 2009. - الوكالة: إس إم إنترتينمنت - الصيغة: سي دي، تحميل رقمي            | —                  | —                  | 8                  | —                  | —                  | - في كوريا: 200,000                                         |                     |
| هوت                   | - تاريخ الإصدار: 27 أكتوبر، 2010 - الوكالة: أس ام إنترتينمنت، نايوتاويف - الصيغة: سي دي، تحميل رقمي | 1                  | 2                  | 9                  | —                  | —                  | - في كوريا: 192,375 - في اليابان: 148,761                   | - الأسطوانة الذهبية |
| مستر مستر             | - تاريخ الإصدار: 24 فبراير، 2014. - الوكالة: أس إم إنترتينمنت - الصيغة: سي دي، تحميل رقمي           | 1                  | 11                 | 4                  | 110                | 3                  | - في كوريا: 165,421 - في اليابان: 22,521 - في أمريكا: 3,000 |                     |

## الفيديو كليبات
| العنوان                 | السنة          | المخرج         |
| باللغة الكورية          | باللغة الكورية | باللغة الكورية |
| ----------------------- | -------------- | -------------- |
| "أنتو ذا نيو ورلد"      | 2007           | تشيون هيوك جين |
| "غيرلز جينيريشن"        | 2007           | غير معروف      |
| "كسينغ يو"              | 2008           | لي سانغ كيو    |
| "بايبي بايبي"           | 2008           | غير معروف      |
| "جي"                    | 2009           | تشو سو هيون    |
| "واي تو غو!"            | 2009           | غير معروف      |
| "تيل مي يور ويش" (جيني) | 2009           | جانغ جاي هيوك  |
| "تشوكوليت لوف"          | 2009           | غير معروف      |
| "أوه"                   | 2010           | تشو سو هيون    |
| "رن ديفل رن"            | 2010           | تشو سو هيون    |
| "داي باي داي"           | 2010           | غير معروف      |
| "هوت"                   | 2010           | جانغ جاي هيوك  |
| "سنوي ويش"              | 2010           | غير معروف      |
| "بيوتيفل غيرلز"         | 2011           | غير معروف      |
| "فيزوال دريمز"          | 2011           | غير معروف      |
| "أيكو"                  | 2011           | غير معروف      |
| "مستر. تاكسي"           | 2011           | غير معروف      |
| "ذا بويز"               | 2011           | هونغ وون كي    |
| "دانسنغ كوين"           | 2012           | غير معروف      |
| "آي غوت أ بوي"          | 2013           | هونت وون كي    |
| "مستر مستر"             | 2014           | كيم بيوم تشول  |
| "كاتش مي إف يو كان"     | 2015           | توشيوكي سوزوكي |
| "بارتي"                 | 2015           | هونغ وون كي    |
| "ليون هارت"             | 2015           | هونغ وون-كي    |
| "يو ثينك"               | 2015           | غير معروف      |
| "سالينغ" (0805)         | 2016           | غير معروف      |
| "هوليداي"               | 2017           | غير معروف      |
| "آول نايت"              | 2017           | غير معروف      |
| باللغة اليابانية        |                |                |
| "جيني"                  | 2010           | جانغ جاي هيوك  |
| "جي"                    | 2010           | تشو سو هيون    |
| "رن ديفل رن"            | 2011           | هيدياكي سوناغا |
| "مستر. تكسي"            | 2011           | هيدياكي سوناغا |
| "باد غيرل"              | 2011           | هيدياكي سوناغا |
| "تايم ماشين"            | 2012           | ماساكي يوتشينو |
| "باباراتزي"             | 2012           | توشيوكي سوزوكي |
| "أوه!"                  | 2012           | هيدياكي سوناغا |
| "آول ماي لوف إس فور يو" | 2012           | ماساكي يوتشينو |
| "فلور باور"             | 2012           | توشيوكي سوزوكي |
| "بيب بيب"               | 2013           | توشيوكي سوزوكي |
| "لوف أند غيرلز"         | 2013           | توشيوكي سوزوكي |
| "غالكسي سوبرنوفا"       | 2013           | توشيوكي سوزوكي |
| "ماي أو ماي"            | 2013           | هونغ وون كي    |
| "ديفاين"                | 2014           | غير معروف      |
| "كاتش مي إف يو كان"     | 2015           | توشيوكي سوزوكي |
| باللغة الإنجليزية       |                |                |
| "ذا بويز"               | 2011           | هونغ وون كي    |